# قطعنامه ۶۵۱ شورای امنیت
قطعنامه ۶۵۱ شورای امنیت سازمان ملل متحد که در تاریخ ۲۹ مارس ۱۹۹۰ تصویب شد، سندی بین‌المللی دربارهٔ ایران-عراق است. این قطعنامه طی نشست ۲۹۱۶ام با ۱۵ رای موافق، ۰ مخالف و ۰ ممتنع تصویب شد. مفاد این قطعنامه ایچنین بود:
الف) درخواست از ایران و عراق برای اجرای قطعنامه ۵۹۸
ب) تمدید مأموریت گروه ناظر نظامی سازمان ملل متحد برای عراق و عراق برای شش ماه دیگر تا ۳۰ سپتامبر ۱۹۹۰
ج) درخواست از دبیرکل برای ارائه گزارشی در مورد وضعیت و اقدامات انجام شده برای اجرای قطعنامه ۵۹۸ در پایان این دوره